# Gunthurugadde, Chintamani
Gunthurugadde là một làng thuộc tehsil Chintamani, huyện Kolar, bang Karnataka, Ấn Độ.